# Circonscription d'Amber
La circonscription d'Amber est une des 135 circonscriptions législatives de l'État fédéré Amhara, elle se situe dans la Zone Est Godjam. Son représentant actuel est Zelalem Tarekegne Tiruneh.